# Gundelfingen-Wildtal-Heuweiler
Das Landschaftsschutzgebiet Gundelfingen-Wildtal-Heuweiler ist ein mit Verordnung der Unteren Naturschutzbehörde beim Landratsamt Breisgau-Hochschwarzwald vom 26. Juli 1993 ausgewiesenes Landschaftsschutzgebiet (LSG-Nummer 3.15.024).

## Lage und Beschreibung
Das 1280,4534 Hektar große Landschaftsschutzgebiet liegt im Mittleren Schwarzwald zwischen Kinzig und Dreisam östlich der Gemeinde Gundelfingen und südlich der Gemeinde Heuweiler. Das Gebiet gehört zu den Naturräumen Hochschwarzwald und Freiburger Bucht.
Laut Steckbrief handelt es sich um Streuobst, großflächige Waldgebiete und Wiesen in der Vorgebirgslandschaft; von besonderer Eigenart, Vielfalt und Schönheit, mit bedeutender regionaler und überregionaler Erholungsfunktion.
Das Landschaftsschutzgebiet hat Anteile am FFH-Gebiet Kandelwald, Roßkopf und Zartener Becken und im Süden grenzt das Gebiet an das Landschaftsschutzgebiet Roßkopf - Schloßberg. Der Michelbach entspringt im Landschaftsschutzgebiet und das flächenhafte Naturdenkmal Esskastanienhain beim Wildengrundhof liegt im Süden des Schutzgebiets.

## Schutzzweck
Wesentlicher Schutzzweck ist
- Die Erhaltung der typischen streubesiedelten Vorgebirgslandschaft, der großflächigen Waldgebiete und Wiesen, die einen zusammenhängenden ökologischen Raum von besonderer Eigenart, Vielfalt und Schönheit darstellen, der bedeutende Erholungsfunktionen mit regionalem und überregionalem Einzugsbereich erfüllt.[3]